# Alex Rousseau
Alex Rousseau je fiktivní postava z televizního seriálu Ztraceni.
Alexandra Rousseau, nazývána většinou jen Alex, byla biologickou dcerou Danielle Rousseau a Roberta. Když byla Alex stará pouze jeden týden, byla sebrána své matce Benjaminem Linusem, který ji vychoval mezi Druhými. V šestnácti letech se poprvé setkala se svou matkou a o méně než týden později byla na příkaz Benova rivala Charlese Widmora před očima Bena zabita Martinem Keamym.
V Alternativním světě žila Alex normální život se svojí matkou Danielle. Ben byl její středoškolský učitel dějepisu, a jak Danielle sama řekla, byl : "To nejbližší otci, co kdy Alex měla."

## Na Ostrově

### Dětství
Když Danielle Rousseauvá v roce 1988 ztroskotala na ostrově, byla v sedmém měsíci těhotenství. V době, kdy lidé na ostrově přeskakovali časem, se Jin dostal do doby, kdy na ostrově byla expedice se kterou ztroskotala Rousseaová (Bésixdouze expedition). Jin vyslechl rozhovor Roberta a Danielle, mluvili spolu o jménu dítěte - "Alexandra" pokud to bude dívka, nebo "Alexandre" pokud to bude chlapec. Krátce poté Danielle zabila všechny členy expedice, včetně Roberta. Danielle totiž byla přesvědčená, že jsou všichni nemocní. Danielle později v osamocení porodila zdravou holčičku Alexandru.
"Idylka" matky s dcerou však neměla dlouhého trvání, pouze jednotýdenní Alex byla totiž sebrána Danielle Benjaminem Linusem. Linus se původně měl jen vplížit do Daniellina úkrytu a zabít ji, to si ovšem rozmyslel když uviděl Alex. "Jen" Danielle sebral dceru, ale nechal ji živou. Také ji varoval, aby utíkala pokaždé, když uslyší Šepot. Navzdory tomuto setkání, Danielle prohlašovala, že během 16 roků na ostrově neviděla nikoho z Druhých.
Po tomto setkání vzal Ben maličkou Alex do kempu Druhých. Charles Widmore, v této době vůdce Druhých, navrhoval zabití dítěte, načež se Ben zeptal, zda je to "vůle Jacoba." Ben poté navrhl Widmorovi, aby tedy Alex zabil on sám, do toho se však Charlesovi nechtělo, a tak souhlasil, že Alex může přežít. Alex vyrůstala s Benem jako jedna z Druhých. Myslela si, že Benjemin je její otec a že je její matka mrtvá.

### Po pádu letadla 815
Když Rousseauová unesla Sayida, myslela si o něm, že patří k Druhým, proto se ho ptala v několika jazycích, kde je Alex. Ale Sayid, zmatený touto otázkou, neboť žádnou Alex / žádného Alexe neznal, jí nedokázal odpovědět. Zhruba o měsíc později přišla Danielle do kempu přeživších (= ti co přežili pád letadla 815) a řekla jim, že Alex byla její dcera, a že byla unesena před 16 lety těmi Druhými, v den kdy byl na obzoru oblouk kouře.
Skoro měsíc po havárii letadla 815 Alex viděla, že ti Druzí zajali těhotnou ženu, o které později zjistila, že se jmenuje Claire a ztroskotala s 815. Alex probudila Claire a pověděla jí, že Druzí ji chtějí císařským řezem odebrat dítě. Aby ji přesvědčila, ukázala jí operační sál, kde měl císařák proběhnout. Claire se začala vzpírat, proto jí Alex nadrogovala a odtáhla pryč. Řekla Claire, že jí za to Claire určitě jednou poděkuje.